# Фратоли (Терамо)
Фратоли (итал. Frattoli) је насеље у Италији у округу Терамо, региону Абруцо.
Према процени из 2011. у насељу је живело 63 становника. Насеље се налази на надморској висини од 1101 м.